# Keśin
Keśin – typ indyjskich ascetów

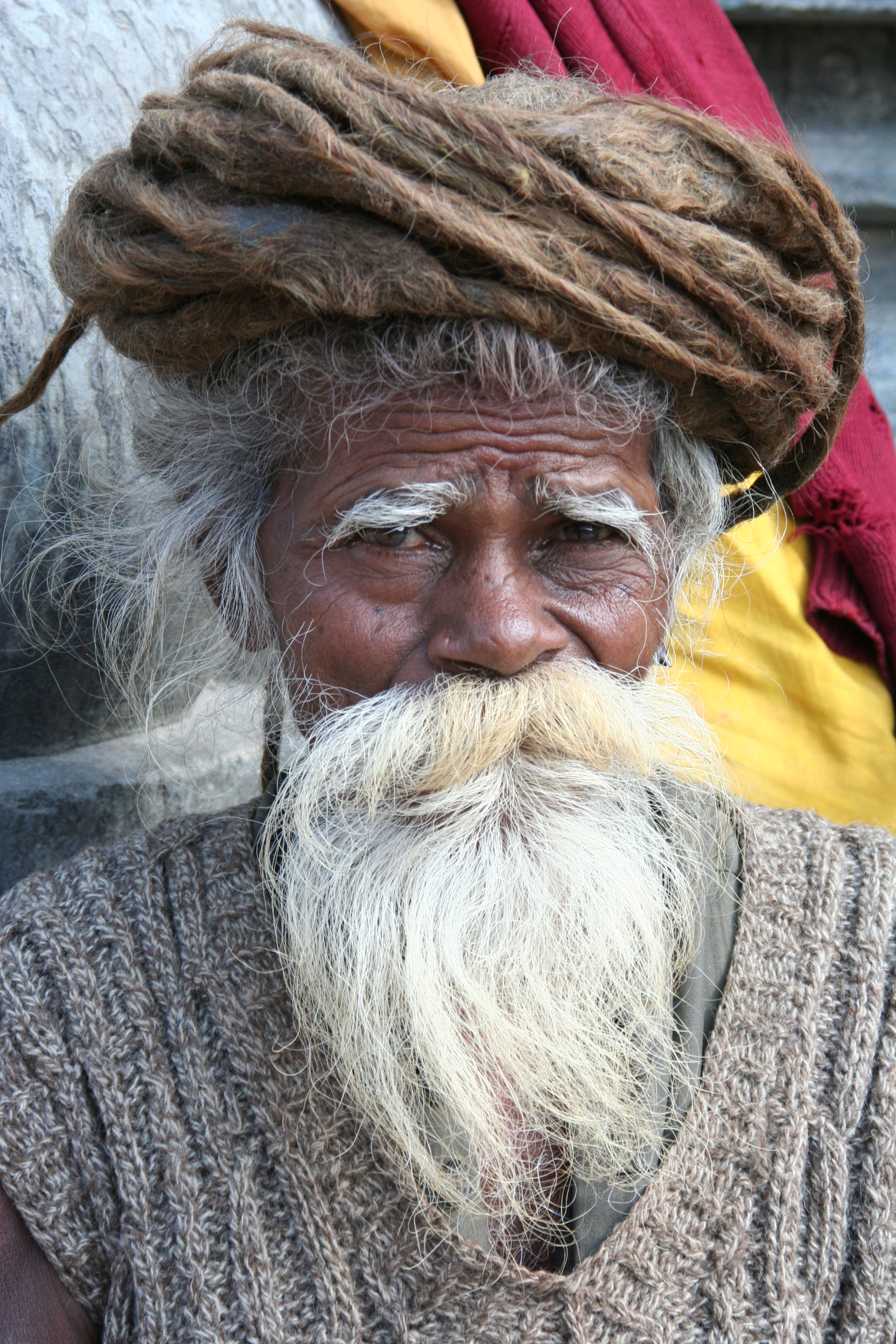
Współczesny asceta w Nepalu

opisywanych w Rygwedzie. Doświadczają stanów ekstatycznych dzięki opętaniu przez bogów.
Przypuszcza się, że stanowią prekursorów późniejszej tradycji joginów.

## Etymologia
Słowo keśin znaczy w sanskrycie dosłownie „włochaty”, „długowłosy”, od keśa (włosy). Również obecnie, tradycja nieobcinania włosów i ich nieczesania jest bardzo popularna wśród ascetów śiwaickich. W ikonografii indyjskiej również samego boga Śiwę (patrona ascetów) przedstawia się często jako długowłosego jogina, z włosami upiętymi w kok na czubku głowy.

## Wzmianki wRygwedzie
Zawarty w dziesiątej mandali Rygwedy Hymn do Keśina sugeruje, że kesinowie reprezentowali tradycję ascetyczną praktykowaną poza głównym nurtem religii wedyjskiej (poza społecznością bramińską), jednak wewnątrz wspólnoty aryjskiej. Należy też zauważyć, że rygwedyjski autor jest mu co najmniej przychylny (przyjaciel słodki), a nawet wychwala jego umiejętności (siddhi) podróży w powietrzu, przyjaźni z bogami i wichrami, czytania myśli istot.
Keśin pije truciznę wraz z Rudrą, nie nosi odzieży lub za odzież służą mu czerwone łachmany. Jest porównywany do innej ówczesnej grupy ascetycznej wzmiankowanej w Rygwedzie – munich („milczących”). Gavin Flood dopuszcza możliwość interpretacji tekstów, iż keśin miał doznania tzw. doświadczeń przebywania poza ciałem (OBE, out-of-the-body-experience).